# Gilles Graveleau
 (juin 2021).
 (juin 2021).
Si vous disposez d'ouvrages ou d'articles de référence ou si vous connaissez des sites web de qualité traitant du thème abordé ici, merci de compléter l'article en donnant les références utiles à sa vérifiabilité et en les liant à la section « Notes et références ».
 (juin 2021).
La mise en forme du texte ne suit pas les recommandations de Wikipédia : il faut le « wikifier ».
Les points d'amélioration suivants sont les cas les plus fréquents. Le détail des points à revoir est peut-être précisé sur la page de discussion.
- Les titres sont pré-formatés par le logiciel. Ils ne sont ni en capitales, ni en gras.
- Le texte ne doit pas être écrit en capitales (les noms de famille non plus), ni en gras, ni en italique, ni en « petit »…
- Le gras n'est utilisé que pour surligner le titre de l'article dans l'introduction, une seule fois.
- L'italique est rarement utilisé : mots en langue étrangère, titres d'œuvres, noms de bateaux, etc.
- Les citations ne sont pas en italique mais en corps de texte normal. Elles sont entourées par des guillemets français : « et ».
- Les listes à puces sont à éviter, des paragraphes rédigés étant largement préférés. Les tableaux sont à réserver à la présentation de données structurées (résultats, etc.).
- Les appels de note de bas de page (petits chiffres en exposant, introduits par l'outil «  Source ») sont à placer entre la fin de phrase et le point final[comme ça].
- Les liens internes (vers d'autres articles de Wikipédia) sont à choisir avec parcimonie. Créez des liens vers des articles approfondissant le sujet. Les termes génériques sans rapport avec le sujet sont à éviter, ainsi que les répétitions de liens vers un même terme.
- Les liens externes sont à placer uniquement dans une section « Liens externes », à la fin de l'article. Ces liens sont à choisir avec parcimonie suivant les règles définies. Si un lien sert de source à l'article, son insertion dans le texte est à faire par les notes de bas de page.
- La présentation des références doit suivre les conventions bibliographiques. Il est recommandé d'utiliser les modèles {{Ouvrage}}, {{Chapitre}}, {{Article}}, {{Lien web}} et/ou {{Bibliographie}}. Le mode d'édition visuel peut mettre en forme automatiquement les références.
- Insérer une infobox (cadre d'informations à droite) n'est pas obligatoire pour parachever la mise en page.

Pour une aide détaillée, merci de consulter Aide:Wikification.
Si vous pensez que ces points ont été résolus, vous pouvez retirer ce bandeau et améliorer la mise en forme d'un autre article.
Gilles Graveleau  est un acteur, auteur et réalisateur français né le 4 mai 1962 à Annecy.

## Biographie
Diplômé d'école d'ingénieur et d'école de commerce, il est, dès 1983, fondateur de plusieurs agences de communication à Lyon. Il débute au Café-théâtre de l'Accessoire, à Lyon.
En 2003, sa carrière de communicant passe au second plan. Au théâtre, il joue le rôle de Jacques dans Cuisine et dépendances au festival d'Avignon, avant d'écrire et d'interpréter 3 pièces et comédies de 2004 à 2014 : Ouvert la nuit (2004), Match à la maison (2007) et Fin de race (2013).  
Dès 2005, il est repéré par Alexandre Astier pour rejoindre l'aventure Kaamelott. Dans ce format court humoristique télévisé, il campe le paysan Roparzh, aux côtés de Serge Papagalli qui interprète Guéthenoc. Les deux acteurs forment un duo comique de paysans bretons madrés et querelleurs, dont les conflits récurrents et les répliques culte émaillent les épisodes de la série. Il reprend ce personnage pour le long métrage Kaamelott : Premier Volet en 2021.
Parallèlement à plusieurs interprétations au cinéma et à la télévision de 2003 à 2021, il s'essaie dès 2009 à la réalisation avec L'Ile du 30 février, un premier moyen métrage de fiction. Puis il réalise Homme Femme Faits Divers, série de pilotes de formats courts (interprété avec Audrey Fleurot), pour la télévision. Le pilote recevra le prix du public au Festival de création audiovisuelle de Luchon en 2012.    
En 2018, Gilles Graveleau réalise et interprète Joss, un court métrage sélectionné dans 24 festival à travers le monde. Il remporte 7 récompenses de meilleur acteur, et 4 récompenses de meilleur court-métrage.

## Théâtre
- 1988 : Union - Action - Troupe Ninon
- 2004 : Ouvert la Nuit
- 2007 : Match à la maison au festival d'Avignon
- 2013 : Fin de race

## Filmographie

### Acteur

#### Cinéma
- 2010 : Mais y va où le monde ? de Serge Papagalli : Le cousin[2]
- 2021 : Kaamelott : Premier Volet d'Alexandre Astier : Roparzh, le paysan
- 2025 : Kaamelott : Deuxième volet partie 1 d’Alexandre Astier : Roparzh

#### Moyens métrages
- 2009 : L'Ile du 30 février de Gilles Graveleau : Victor Hugo[3]

#### Courts métrages
- 2012 : Les gants Noirs d'Adrien et Nicolas Cohen : Peter
- 2013 : TV Death Experience de Henry de Labbey : Clause
- 2017 : Incredible India de Coklico productions : Le mari[4]
- 2019 : Joss de lui-même : Joss[5]
- 2019 : Le Dernier Vermouth de Robin et Germain Aguesse : Marius[6]
- 2020 : Programme ARCA de Robin et Germain Aguesse
- 2021 : Trac : André

#### Télévision
- 2001 : La France d'en face
- 2005-2009 :  Kaamelott d'Alexandre Astier : Roparzh
- 2008 : Martin Marin de Sören Prévost
- 2012 : Le Jour où tout a basculé
- 2012 : Au nom de la vérité (Épisode 121 : Copains d'enfance) : Luc
- 2012 : Homme Femme Faits Divers[7]
- 2015 : Glanding
- 2023 : Cassandre, Dans la tempête (S08E03) : Florian Roussel

### Réalisateur / auteur

#### Cinéma
- 2009 : L'Ile du 30 février
- 2019 : Joss

#### Télévision
- 2012 : Homme Femme Faits Divers
- 2015 : Glanding

## Distinctions

### Acteur
- 2019 - Best Actor - U-Horrir Film Festival. Pour le rôle de Marius, dans Le dernier Vermouth
- 2019 - Best Actor Male Foreign - CKF International Film Festival - Swindon UK. Pour le rôle de Joss[8]
- 2019 - Best Actor - Indian World Film Festival - Bombay . Pour le rôle de Joss[9]
- 2019 - Best Actor - Lifft India World cine fest  - New Delhi . Pour le role de Joss [10]
- 2020 - Best Actor - Oniros Film Awards - New York. Pour le rôle de Joss[11]
- 2020 - Best actor in a comedy - Best Actor Award - New York . Pour le rôle de Joss
- 2020 - Best actor in a dark comedy - Best Actor Award - New York . Pour le rôle de Joss
- 2020 - Best actor - New York International film Awards - Pour le rôle de Joss

### Réalisateur
- 2012 - Prix du public - Festival de création télévisuelle de Luchon pour Hommes- Femme Faits Divers [12]
- 2019 - Best short film - Calcutta international Cult film festival pour Joss[13]
- 2019 - Film of the Month -  (February) Cult Critic Magazine pour Joss[14]
- 2021 - Best Short Film - Oniros film awards New York pour Joss
- 2021 - Best Short Film - New York International Film Awards pour Joss